# نان زعفرانی
نان زعفرانی، نان چای یا نان رول، یک نان شیرین غنی و ادویه‌دار با مخمر است که با زعفران طعم‌دار شده و حاوی میوه‌های خشک از جمله مویز و کشمش، شبیه به کیک چای است. مواد اصلی عبارتند از آرد ساده، کره، مخمر، شکر، مویز و کشمش. نسخه‌های بزرگتر که در قالب نان پخته می‌شوند، به عنوان کیک زعفرانی شناخته می‌شوند.

## نان سنت لوسیای اسکاندیناوی

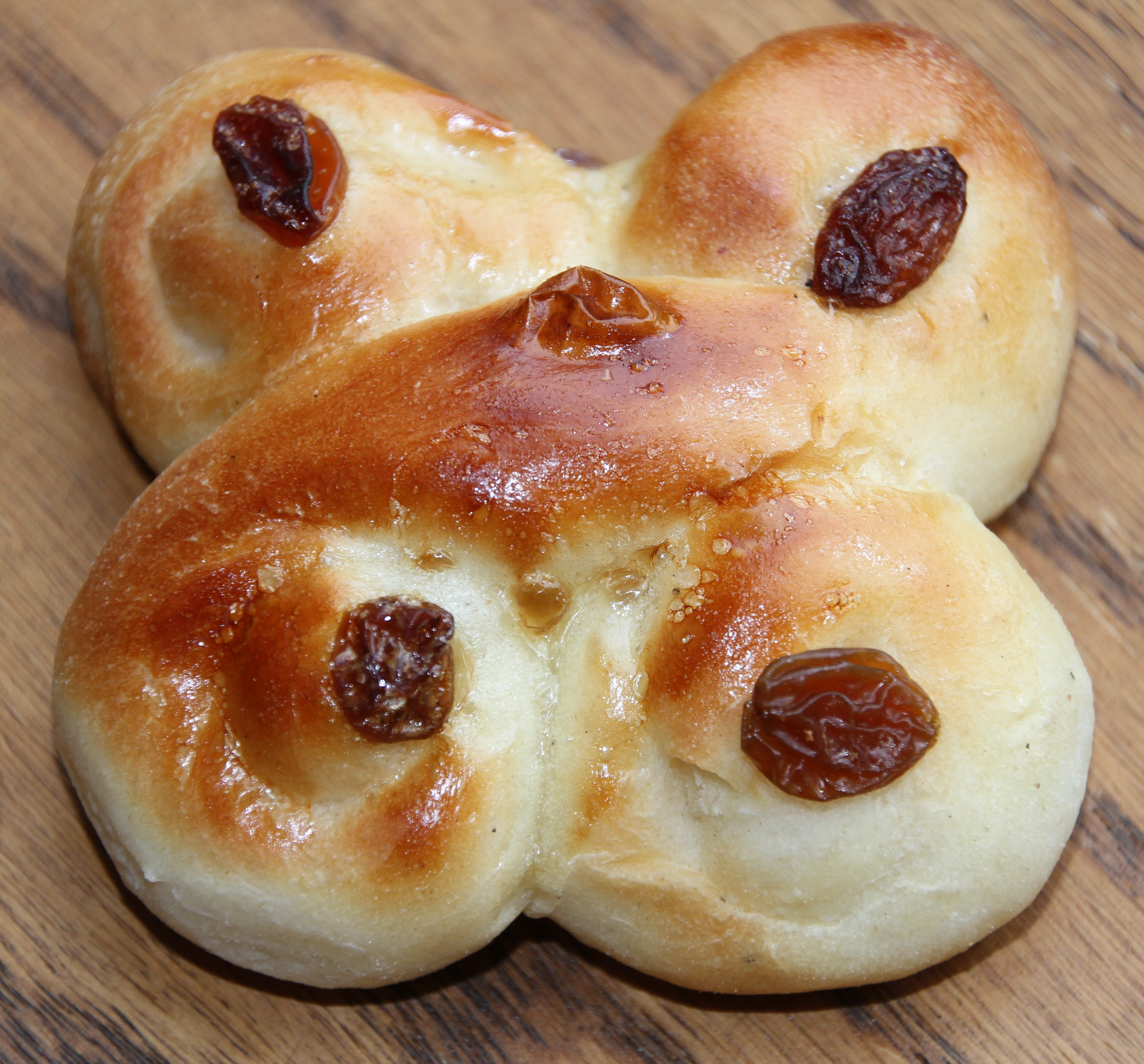
نان سوئدی لوسیا

در سوئد و نروژ، در نان از دارچین یا جوز هندی استفاده نمی‌شود و به جای مویز از کشمش استفاده می‌شود. این نان‌ها به شکل‌های سنتی مختلفی پخته می‌شوند که ساده‌ترین آنها به شکل S برعکس است. آنها نمادگرایی مذهبی سنتی دارند و در ایام جشن ظهور و به ویژه در روز سنت لوسی، ۱۳ دسامبر، خورده می‌شوند. علاوه بر سوئد، آنها در فنلاند، به ویژه در مناطق سوئدی زبان، و توسط سوئدی زبان‌های فنلاند، و همچنین در نروژ و به میزان کمتری در دانمارک نیز به همین روش تهیه و خورده می‌شوند.

## رنگ زعفران

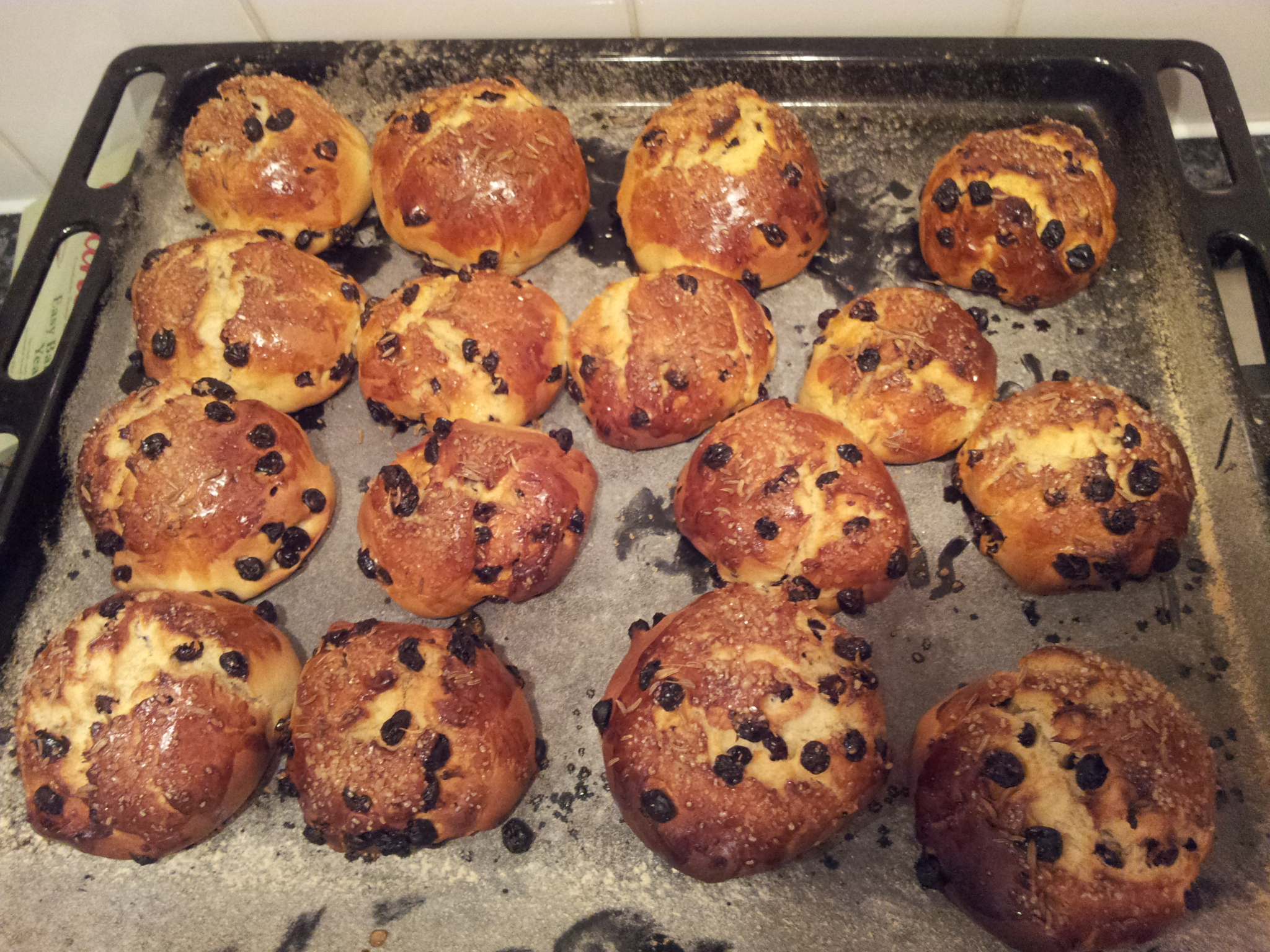
نان‌های زعفرانی یا رول کورنیش خانگی تک نفره

امروزه بیشتر نان‌ها و کیک‌های زعفرانی موجود در بازار حاوی رنگ‌های خوراکی هستند که رنگ زرد طبیعی زعفران را تقویت می‌کنند. هزینه بسیار بالای زعفران - گران‌ترین ادویه جهان از نظر وزن - باعث می‌شود که استفاده از زعفران به اندازه کافی برای تولید رنگ غنی، گزینه‌ای غیراقتصادی باشد. افزودن رنگ خوراکی به نان‌های زعفرانی کورنیش تا پایان جنگ جهانی اول رایج بود، زمانی که کمبود زعفران، نانوایان را وسوسه کرد تا راه‌های دیگری برای رنگ‌آمیزی محصولات خود پیدا کنند.